# Celtics du Maine
Les Celtics du Maine (Maine Celtics en anglais), sont une équipe de la NBA Gatorade League, ligue américaine mineure de basket-ball créée et dirigée par la NBA. L'équipe est domiciliée à Portland (Maine) dans l'état du Maine et affiliée aux Celtics de Boston.

## Historique
Le 25 février 2009, la NBA Development League annonce la création d'une nouvelle franchise à Portland (Maine). Le 2 avril, le nom de l'équipe « Red Claws » est annoncé à l'issue d'un concours, en référence au homard, dont le Maine est le premier producteur aux États-Unis. Le 21 juillet 2009, les Red Claws annoncent le recrutement au poste d'entraîneur de Austin Ainge, ancien recruteur des Celtics de Boston.
Le 21 juin 2012, la franchise annonce entrer dans une affiliation hybride avec les Celtics de Boston, ils en deviennent la seule équipe affiliée.
Les Red Claws font leur première apparition en playoffs en avril 2013, en tant que huitième tête de série mais sont éliminés par les Vipers de Rio Grande Valley.
Le 16 juillet 2014, les Red Claws annoncent que Mike Taylor ne serait pas l'entraîneur de l'équipe pour une troisième saison. Il est remplacé par le canadien, Scott Morrison après 11 saisons comme entraîneur à l'université Lakehead.
Le 24 mai 2021 les Celtics de Boston annonce que l'équipe sera renommé en Maine Celtics

## Logos

Logo des Red Claws du Maine (2009-2021)
Logo des Celtics du Maine (Depuis 2021)

## Résultats sportifs

### Palmarès
| Palmarès des Red Claws du Maine |
| - NBA Gatorade League : - 11 saisons disputées - 4 participations en playoffs - 3 titres de champion de division (2015, 2016, 2017) |

### Saison par saison
| Red Claws du Maine        |                                     |                                     |                                     |                                     |                                     |                                     |  |
| 2009-2010                 | Est                                 | 4e                                  | 27                                  | 23                                  | 54,0                                |                                     |  |
| 2010-2011                 | Est                                 | 5e                                  | 18                                  | 32                                  | 36,0                                |                                     |  |
| 2011-2012                 | Est                                 | 6e                                  | 21                                  | 29                                  | 42,0                                |                                     |  |
| 2012-2013                 | Est                                 | 3e                                  | 26                                  | 24                                  | 52,0                                | Éliminé en quarts de finale         |  |
| 2013-2014                 | Est                                 | 4e                                  | 19                                  | 31                                  | 38,0                                |                                     |  |
| 2014-2015                 | Atlantique                          | 1er                                 | 35                                  | 15                                  | 70,0                                | Éliminé en quarts de finale         |  |
| 2015-2016                 | Atlantique                          | 1er                                 | 31                                  | 19                                  | 62,0                                | Éliminé en quarts de finale         |  |
| 2016-2017                 | Atlantique                          | 1er                                 | 29                                  | 21                                  | 58,0                                | Éliminé en demi-finales             |  |
| 2017-2018                 | Atlantique                          | 4e                                  | 17                                  | 33                                  | 34,0                                |                                     |  |
| 2018-2019                 | Atlantique                          | 5e                                  | 19                                  | 31                                  | 38,0                                |                                     |  |
| 2019-2020                 | Atlantique                          | 1er                                 | 28                                  | 14                                  | 66,7                                | Saison interrompue                  |  |
| 2020-2021                 | Ne prend pas part à la comptétition | Ne prend pas part à la comptétition | Ne prend pas part à la comptétition | Ne prend pas part à la comptétition | Ne prend pas part à la comptétition | Ne prend pas part à la comptétition |  |
| Celtics du Maine          |                                     |                                     |                                     |                                     |                                     |                                     |  |
| 2021-2022                 | Est                                 | 10e                                 | 16                                  | 16                                  | 50,0                                |                                     |  |
| 2022-2023                 | Est                                 | 4e                                  | 19                                  | 13                                  | 59,4                                | Éliminé en huitièmes de finale      |  |
| Bilan en saison régulière | Bilan en saison régulière           | Bilan en saison régulière           | 305                                 | 301                                 | 49,8                                |                                     |  |
| Bilan en playoffs         | Bilan en playoffs                   | Bilan en playoffs                   | 2                                   | 10                                  | 16,7                                |                                     |  |

## Personnalités et joueurs du club

### Entraîneurs successifs
Le tableau suivant présente la liste des entraîneurs du club depuis 2009.
| # | Entraîneur            | Période   | Saison régulière | Saison régulière | Saison régulière | Saison régulière | Playoffs | Playoffs | Playoffs | Playoffs | Récompenses                  |
| # | Entraîneur            | Période   | M                | V                | D                | %                | M        | V        | D        | %        | Récompenses                  |
| - | --------------------- | --------- | ---------------- | ---------------- | ---------------- | ---------------- | -------- | -------- | -------- | -------- | ---------------------------- |
| 1 | Austin Ainge (en)     | 2009-2011 | 100              | 45               | 55               | 45,0             | -        | -        | -        | -        |                              |
| 2 | Dave Leitao (en)      | 2011-2012 | 50               | 21               | 29               | 42,0             | -        | -        | -        | -        |                              |
| 3 | Mike Taylor (en)      | 2012-2014 | 100              | 45               | 55               | 45,0             | 2        | 0        | 2        | 0,0      |                              |
| 4 | Scott Morrison (en)   | 2014-2017 | 150              | 95               | 55               | 63,0             | 9        | 2        | 7        | 21,1     | Entraîneur de l'année (2015) |
| 5 | Brandon Bailey (en)   | 2017-2019 | 100              | 36               | 64               | 36,0             | -        | -        | -        | -        |                              |
| 6 | Darren Erman (en)     | 2019-2020 | 42               | 28               | 14               | 66,7             | -        | -        | -        | -        |                              |
| 7 | Jarell Christian (en) | 2021-2022 | 32               | 16               | 16               | 50,0             | -        | -        | -        | -        |                              |
| 8 | Alex Barlow           | 2022-2023 | 32               | 19               | 13               | 59,4             | 1        | 0        | 1        | 0,0      |                              |